# Chrysotus deremptus
Chrysotus deremptus is een vliegensoort uit de familie van de slankpootvliegen (Dolichopodidae).
De wetenschappelijke naam van de soort is voor het eerst geldig gepubliceerd in 1849 door Edmund Murton Walker. Oorspronkelijk werd de wetenschappelijke naam Orthochile deremptus gebruikt.